# Metropolitano de Helsínquia
O Metro de Helsínquia (em finlandês:  Helsingin metro, em sueco:  Helsingfors metro), é o sistema de metropolitano que opera nas cidades finlandesas de Helsínquia (português europeu) ou Helsinque (português brasileiro)e Espoo.
É a rede de metro mais a Norte em todo o Mundo e a única do país. O sistema foi inaugurado a 2 de Agosto de 1982 depois de 27 anos de planeamento.
O Metro de Helsínquia tem 30 estações em duas linhas. A rede tem a forma de um Y; a linha principal, antes da biforcação, circula entre a cidade e os subúrbios a Este. A linha divide-se depois da estação de Itäkeskus. Dezasseis estações, incluindo seis no centro de Helsínquia, são subterrâneas, enquanto que as restantes são à superfície.

## História

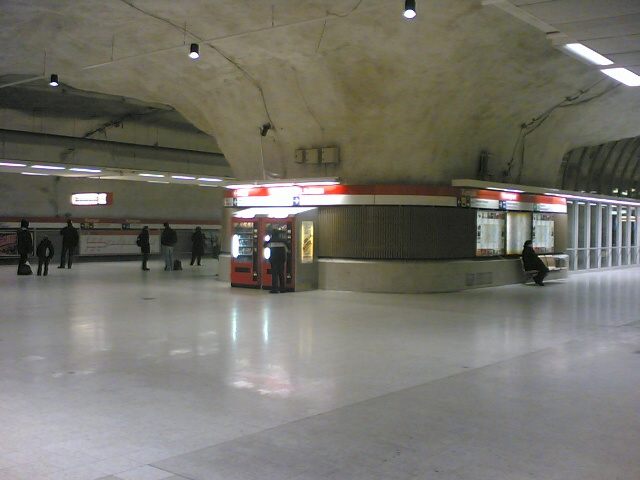
A estação de Kamppi.

O pedido para a construção de um sistema de metropolitano na capital finlandesa data de Setembro de 1955. O comité começou a trabalhar no assunto , e o primeiro esboço da rede foi discutido em Março de 1963. Tinha um comprimento de 86,5 quilómetros com um total de 108 estações. O projecto foi rejeitado, e ficou acordado que iria existir apenas uma linha de metro, que circularia entre as estações de Kamppi e Puotila.
As obras começaram a 7 de Maio de 1969, e era esperada a sua conclusão antes de 1977. Um primeiro troço para testes foi inaugurado em 1971 entre Roihupelto e Herttoniemi. Contudo, denotaram-se vários erros durante esses testes, nomeadamente nos carris, portanto o sistema não foi inaugurado até 1982, cinco anos depois do planejado.

## Ampliações da linha

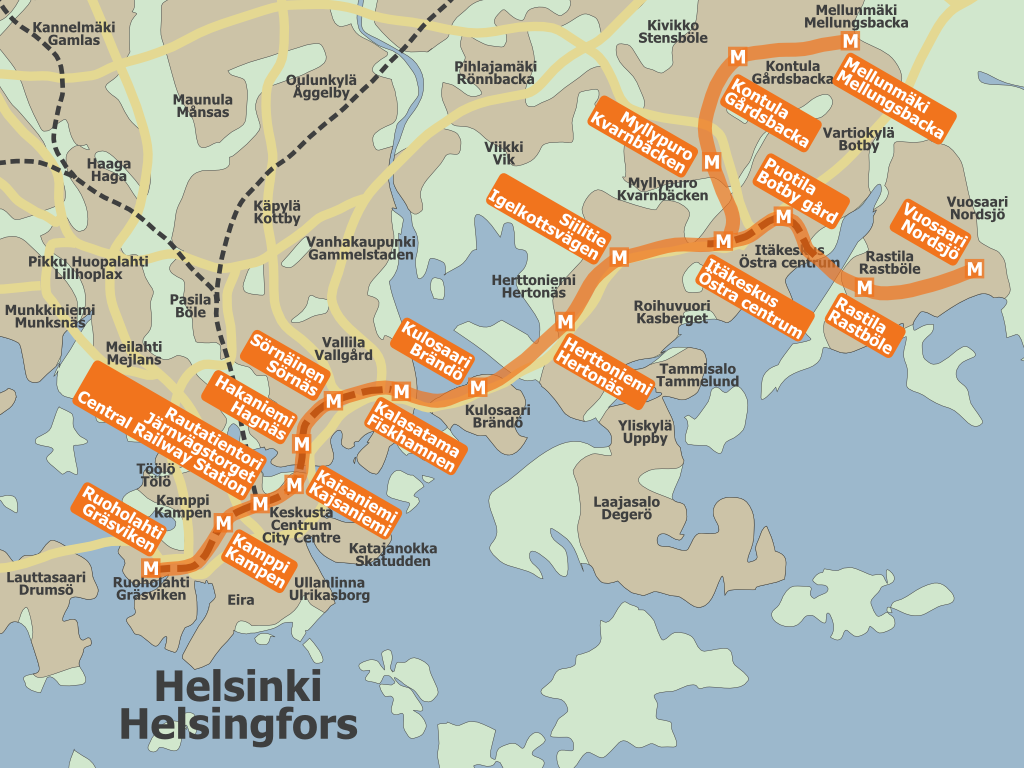
Diagrama geográfico do Metro de Helsínquia.

- 1 de Março de 1983: Kamppi – Rautatientori.
- 1 de Setembro de 1984: Sörnäinen foi inaugurada.
- 21 de Outubro de 1986: Itäkeskus – Kontula.
- 1 de Setembro de 1989: Kontula – Mellunmäki.
- 16 de Agosto de 1993: Ruoholahti – Kamppi.
- 1 de Março de 1995: Kaisaniemi foi inaugurada.
- 31 de Agosto de 1998: Itäkeskus – Vuosaari.
- 1 de Janeiro de 2007: Kalasatama, construída entre Sörnäinen e Kulosaari, entrou em funcionamento[6].
- 18 de Novembro de 2017: Matinkylä – Ruoholahti[7]
- 3 de Dezembro de 2022: Kivenlahti – Matinkylä[3]

## Expansões futuras

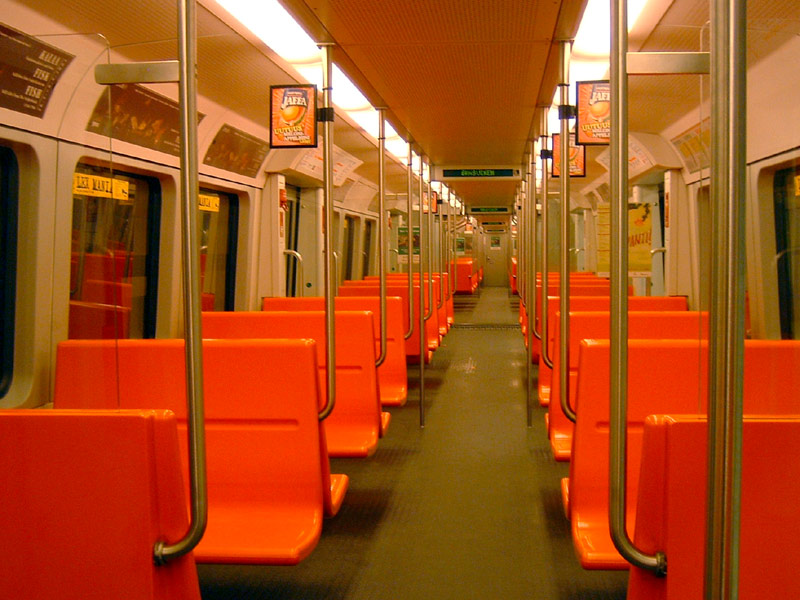
Interior de uma carruagem do Metro de Helsínquia.

A maior modificação na rede em 2006, vai ser a construção da nova estação de Kalasatama entre Sörnäinen e Kulosaari.